# エンブリオ (漫画)
『エンブリオ』は、鳴瀬アツシによる日本の漫画。『電撃「マ）王』（アスキー・メディアワークス）にて2006年12月号から2008年1月号まで連載された（2006年7月にも連載前の読み切り版がある）。単行本は全2巻（第1部完とあるが再掲載の様子はないため実質上の終了である）。

## あらすじ
人に不調をもたらす刻印”エンブリオ”。それを浄化する能力を持つ鳴沢雄だが、その能力はなにやら気持ちいいものらしく、最初はいやがる女の子も…ムフフ伝奇コミック登場!!（『エンブリオ』第1巻裏表紙より抜粋）

## 登場人物

### 醒明寺宗家関係者編
鳴沢 雄（なるさわ ゆう）
主人公の少年。高等部2年。浄化師。学校には遅刻、授業はさぼるなど素行が悪い上、しかも女子生徒に対しセクハラを平気で行うだらしなさ故、女子生徒達からは敵視され、女子生徒（特に妹やかんな）から鉄建制裁をしばしば受けている。 しかし、「困っている女の子はみんな助ける」のがモットーであるため、相手が敵であっても見捨てないところがある。雄自身の持つ浄化の能力はオリジナルで相手に苦痛を与えない分、自らに負担が大きくかかる。また、浄化以外の能力は持っていない（しかし、和美の能力と組み合わせると隠された能力が使える）。
守之瀬 好葉（もりのせ このは）
本作のヒロイン。鳴沢雄とは幼馴染の関係で、本作中で雄に対し好意を持つ数少ない女子である。体内にクイーンエンブリオを有しているために体調が優れず、なかなか学校に来ることができなかった。保健室で榊真夜に操られ、第4話以降姿を見せず、第11話で榊真夜と共に現れている。第14話では真夜を取り込んだクイーンエンブリオに乗っ取られるが、結果的には雄に助けられる。クイーンエンブリオが分離したことにより体調不良も回復した。
鳴沢 水琴（なるさわ みこと）
鳴沢雄の妹。本作のもう一人のヒロイン。軽薄でだらしのない兄に対し攻撃的な態度を取るが、実は好意がある。そのため、好葉と雄が仲良くすることが気に入らないところを見せることがある。エンブリオは「幻刀・紫水」で刀の形に具現化して武器にしている。また、水琴のエンブリオは他人が扱うと水がこぼれる。一時、雄とは些細な出来事から雄を避けるようになるが、雄に暴走しかけたエンブリオを浄化されたことにより再び雄と協力するようになる。
醒明寺 亜紀代（せいみょうじ あきよ）
能力者達のリーダーである女性。常に笑顔でお淑やかな印象を受けるが、雄の無茶に対しては厳しく注意したこともあり、仁と厳がはっきりしたタイプである。エンブリオは名称不明。能力は傷を治癒、大地の力を宿している。他にも、「地龍・結界「脈」」の様に広範囲に治癒の結界を張る技を持つ（術を唱えている間は無防備になるため、味方の援護が必要になる）。
御堂 達彦（みどう たつひこ）
雄から神蛇（クンダリーニ）多発の報告を受けた醒明寺家が非常事態に備え、御堂家から応援に来た少年。性格は生真面目で冷静沈着。「浄化の力」と「戦う力」の両方を持っており、札を使った術を得意とする。達彦の浄化は雄と違い、呪法を使うため対象者は激しい苦痛を感じる（そのため、雄は悪行と言っている）。
醒明寺 和美（せいみょうじ なごみ）
醒明寺家の長女で亜紀代の娘。礼儀正しく、また、スタイルも抜群である（雄は絶世の和風美少女と評していた）。エンブリオは名称不明。能力はバリアを前方に展開する防御の力（ビームを無傷で防ぐほど）。また、雄の能力と組み合わせることで、神獣（シッディ）召喚を行うことができる。
武藤（むとう）
醒明寺宗家の案内人。雄に名前を覚えてもらえない。第11話では雄と共に神蛇の攻撃を防いでいたことから浄化の能力があると思われる。

### 神蛇編
藤原 カンナ（ふじわら かんな）
2年3組の女子生徒。雄のセクハラに対し、率先して容赦なく攻撃をしている雄の天敵。バレー部一の実力者で反射神経が鋭い（そのため、雄がスカートの中を見たことがない女子である）。しかし、セクハラを受けていたにもかかわらず第11話では「あんたに恨みがあるわけじゃない」と言っていた。
宮内 加奈子（みやうち かなこ）
雄の1つ上の学年でバレー部の主将。榊真夜に協力していて「フェザー」と呼ばれている。エンブリオは名称不明。2枚の翼で飛行能力を持つ。また、翼で相手の動きを封じることもできる。
榊 真夜（さかき）
名前は不明。妖艶な美女で雄の学校の保健医でバレー部の顧問もしている。実はその裏で「人類の可能性の実験」と称しエンブリオの抽出と植え付けをバレー部員らをはじめ女子生徒達に行っていた（目的はエンブリオの抽出と植え付けを繰り返すことでより強大で完全なエンブリオを作り出すこと）。エンブリオは名称不明。能力はあらゆるエンブリオを洗脳し、宿主と共に操ること。クイーンエンブリオを手にするために好葉を操り、更に雄を利用して見つけ出し、クイーンエンブリオを取り込もうとするも逆に取り込まれてしまった。

## 用語集
エンブリオ
女性のみが体内に宿す獣の卵である。卵の中には各個人個人で違う獣が宿っており、その種類は大きな獣から小さな獣まで様々である。訓練することにより意思をコントロールでき、能力として扱えるようになる。しかし、能力者だけが宿しているわけではない。また、エンブリオを能力として扱えるのは守之瀬、醒明寺一族だけである（しかし榊真夜は長年の研究の末、能力として使えるエンブリオを手に入れた）。
クイーンエンブリオ
醒名寺家の祖先が開発した技術で人の姿をしたエンブリオで全てのエンブリオの始まりである。その力を手にすれば108体ものエンブリオを体に取り込むことができるといわれている。また、クイーンエンブリオ本体の能力は和美でさえ容易に呼び出せない神獣を容易く召喚し、雄を除く全ての能力者メンバーを圧倒したほどである。雄を飲み込もうとするも雄の意志、約束を聞いて和解し、好葉から分離して様子を見ることにした。
神蛇（クンダリーニ）
眠っているだけのエンブリオに何らかの強い刺激が加えられて暴走して変貌し、宿主の意思を乗っ取って破壊の限りを尽くす蛇のような怪物。その実は人間の7つのエネルギーの流れ「チャクラ」から放出されたエネルギーが物質化した状態。
神獣（シッディ）
神蛇の上位種。神蛇と違い、様々な姿を持つ。神蛇よりも戦闘能力が高く、浄化も容易ではない。
浄化（じょうか）
暴走して神蛇化したエンブリオの暴走を止める術。雄は研究に時間を注ぎ込んで特殊な浄化を使えるようになった。
浄化師（じょうかし）
浄化の能力を持つ者。エンブリオは普段どこに眠っているのか分からず、他の能力者では発見することができない。そのため、エンブリオを唯一調べることができる能力者である。
特殊な浄化（特殊な浄化）
鳴沢雄がすべての時間を研究に注ぎ込んで手に入れた浄化。エンブリオの暴走で乱れた「チャクラ」から放出されるエネルギーを快楽に転化させることで対象者に苦痛を感じさせない。また、隠された能力は、眠っているエンブリオを目覚めさせ、神獣を召喚し、自らの意思で操ることができる。
能力者（のうりょくしゃ）
基本的にはエンブリオを扱える者のことを指すが、浄化師も呼ばれる場合がある。エンブリオを扱える能力者でも体力が落ちるとエンブリオが制御できなくなり暴走する危険がある。

## 単行本
メディア・ワークス（現：アスキー・メディアワークス）
1. 2007年8月 ISBN 978-4-8402-3944-8(4-8402-3944-4)
2. 2008年2月 ISBN 978-4-8402-4218-9(4-8402-4218-6)